# Hannes Bachleitner
| 364636 Ulrikeecker  | 15 ottobre 2007   |
| 410912 Lisakaroline | 26 settembre 2009 |

Hannes Bachleitner (1965) è un astronomo amatoriale austriaco.
Il Minor Planet Center gli accredita le scoperte di due asteroidi, effettuate tra il 2007 e il 2009.
Gli è stato dedicato l'asteroide 172932 Bachleitner.